# Ludwig Kittel
Ludwig Georg Christel Kittel (* 19. November 1869 in Dornum; † 6. August 1946 ebenda) war ein deutscher Landschaftsmaler aus Ostfriesland.

## Leben
Ludwig Kittel war das zweite von sieben Kindern des Apothekers Carl Adolf Kittel. Nach dem Abitur am Ulrichgymnasium in Norden studierte er an der Technischen Hochschule Hannover Hoch- und Brückenbau. Hier wurde er 1891 Mitglied des Corps Slesvico-Holsatia. 1893 setzte er sein Studium an der Technischen Hochschule München fort. Parallel hierzu besuchte er in den Jahren 1893 und 1894 Kurse an der Akademie der Bildenden Künste München. Anschließend studierte er an der Kunstakademie Düsseldorf und kehrte nach Beendigung des Studiums nach Dornum zurück, wo er Zeichenunterricht an der privaten Mittelschule in Dornum gab und bis zu seinem Tode als Maler, insbesondere als Landschaftsmaler, und später auch schriftstellerisch wirkte. Am Ersten Weltkrieg diente er bei der Küstenartillerie in Wilhelmshaven. Nach der Beförderung zum Leutnant im August 1916 nahm er an einem Einsatz des Marinecorps I in Belgien teil.
Figürliches wie landwirtschaftliches Zeichnen gehörten zu seinem Metier. Viele seiner Motive entnahm er seiner ostfriesischen Heimat. Sein Stil war durch den Naturalismus um 1900 geprägt. Seine Segelfahrten in diverse holländische Häfen beschrieb er in einem von ihm illustrierten Logbuch. Von 1914 bis 1941 erstellte er die Illustrationen in dem vom Verlag Heinrich Soltau herausgegebenen Ostfreesland. Kalender für Jedermann. Teilweise verfasste er auch eigene von ihm illustrierte Textbeiträge für diesen Kalender, die von seinen detaillierten Kenntnissen des Lebens der ostfriesischen Bevölkerung zeugen. Die Illustrierung einer 1943 von der Deutschen Akademie in München geplanten Neuausgabe eines ostfriesischen Wörterbuchs konnte er kriegsbedingt nicht mehr ausführen.

## Werk
- Porträt seines Bruders Otto (sein ältestes Bild von 1896)
- Glückwunschadresse für den Reichspräsidenten von Hindenburg (1927, Auftrag der Ostfriesischen Landstände in Aurich)
- Wandgemälde „Pflügender Bauer“ (unvollendet, in der Dornumer Schule)
- Diverse Zeichnungen in: Ostfriesland. Bilderbuch einer Landschaft. Grafik von Ludwig Kittel, Ernst Petrich, Alf Depser. Leer, 1976
- Lüttje Welt, moi vertellt. Gedichte und Erzählungen von Ludwig Kimme mit 124 Bildern und Zeichnungen von Ludwig Kittel. Norden, 1977